# إدوين ملك نورثمبريا
إدوين (585-633) هو ملك نورثمبريا في شمال إنكلترا، وهو ابن إيلا من ديرا. وتم طرده من ديرا بعد تعرضها للغزو على يد إثيلفريث ملك برنيسيا (يحتمل أن هذا كان في عام 605)، وقيل بأنه لجأ إلى كادفان ملك غوينيذ. وبعد معركة تشيستر التي انتصر فيها إيثيلفريث على الويلزيين، هرب إدوين إلى ريدوالد ملك أنكليا الشرقية القوي، الذي ناصره بعد تردد وهزم إثيلفريث وقتله قرب نهر أيدل في عام 617. وعقب ذلك نجح إدوين في الوصول لعرش نورثمبريا وطرد أبناء إثيلفريث. لا تتوفر معلومات كافية عن أي نشاطات خارجية قام بها إدوين قبل العام 625. ومن المحتمل أنه في هذه الفترة غزا مملكة إلميت الكلتية التي تقع قرب ليدز الحديثة، والتي حكمها ملك يدعى كيدريك، وربما أدى هذا إلى اشتعال الصراع بينه وبين كادوالون ملك غوينيذ. ويبدو أيضا أن إدوين ضم مملكة ليندساي إلى مملكته بحلول العام 625. في هذه السنة دخل في مفاوضات مع إيدبالد ملك كنت ليتزوج أخته إيثلبيرغ. واشترط عليه إيدبالد أن يتم التعامل مع المسيحية بتسامح في نورثمبريا، وبهذا تم تعيين باولينوس أسقفا على المملكة من قبل يوستوس أسقف كانتربري في عام 625، وأرسل إلى نورثمبريا مع إيثلبيرغ. وطبقا لتاريخ بيد، فقد مال إدوين نحو المسيحية بسبب رؤيا رآها في بلاط ريدوالد، وفي عام 626 سمح بتعميد ابنته إينفيلد، والتي أنجبها من إيثلبرغ.
في يوم ولادة ابنته، تعرض الملك للاعتداء من قبل إيومر مبعوث كويخيلم ملك ويسكس. أقسم إدوين بأن يصبح مسيحيا إذا انتصر على عدوه الغادر. انتصر إدوين في الحملة التالية، وامتنع عن عبادة آلهة شعبه. وساعدته رسالة البابا بونيفاس الخامس على اتخاذ القرار، وتعمد مع الشعب والنبلاء في يورك في عيد الفصح لعام 627، بعد استشارة أصدقائه ومستشاريه، ومنهم الكاهن كويفي الذي لعب بعد ذلك دورا بارزا في تحطيم معبد غودمانهام. تم منحه مجلسا كنسيا في مدينة يورك، وبنى كنيسة خشبية وبدأ إنشاء واحدة بالحجارة. وكان تأثير إدوين هو الذي أدى إلى تنصير إيربوالد ملك انكليا الشرقية.
تكلم بيد عن السلام الذي حل في بريطانيا في هذا الوقت، ويربط هذا بأن إدوين كان يسبق قراراته بمعايير مثل التي اتبعها الأباطرة الرومان. انتفض كادوالون وبيندا ملك مرسيا ضد إدوين في عام 633 وقتلاه في هاتفيلد قرب دونكاستر. وخلفه قريبه أوزريك في حكم ديرا، وإينفريث ابن إيثلفريث في برنيسيا. ويقول بيد بأن إدوين أخضع جزر أنغليسي ومان، وسجلت الحوليات الويلزية بأنه حاصر كادوالون (ربما في عام 632) في جزيرة غلاناوك (جزيرة بفن). وتم الاعتراف به بالتأكيد كسيّد أعلى من قبل كل الملوك الأنجلوسكسون الآخرين في زمانه ما عدا إيدبالد الكنتي.